# Ostrogscy herbu własnego

Herb Ostrogskich

Posiadłości ziemskie Ostrogskich w I Rzeczypospolitej (różowy) na tle posiadłości innych rodów magnackich

Ostrogscy – ród kniaziowski (książęcy), biorący swe nazwisko od Ostroga na Wołyniu (obecnie na Ukrainie, siedziba rejonu ostrogskiego, w obwodzie rówieńskim), prawdopodobnie pochodzący od dynastii Rurykowiczów i ich linii panującej nad księstwem pińsko-turowskim tj. od Światopełka II. Ich boczną linią byli książęta Zasławscy, używający także nazwiska Zasławscy-Ostrogscy. 
Od XVI wieku jeden z najważniejszych rodów magnackich w Rzeczypospolitej Obojga Narodów, używający tytułu książęcego. W czasach Konstantego Wasyla Ostrogskiego opiekunowie prawosławia i fundatorzy licznych cerkwi w swoich dobrach. Tolerancyjnie odnosili się do innych wyznań — donatorzy i fundatorzy kościołów. Konstanty Wasyl Ostrogski był przeciwnikiem unii brzeskiej i przewodził politycznie dyzunitom do swej śmierci w 1608 roku. Jego syn książę Janusz Ostrogski przeszedł na wiarę rzymskokatolicką i stworzył dla uświetnienia potęgi swojego rodu Ordynację Ostrogską obejmującą 24 miasta i prawie 600 wsi. Ordynacja po śmierci ostatniego z rodu Janusza przeszła na jego wnuka po kądzieli Władysława Dominika Zasławskiego i tym samym Zasławskich. W 1682 roku ród Zasławskich wygasł i ordynacja przeszła w ręce Lubomirskich i później Sanguszków. Po śmierci Janusza Sanguszki w 1753 roku ordynacja została rozwiązana i w wyniku tzw. ugody kolbuszowskiej i licznych procesów sądowych podzielona między kilka rodów magnackich.

## Pochodzenie rodu
Pomimo tego, że sprawą pochodzenia Ostrogskich zajmowało się wielu badaczy, nie jest dziś możliwe jednoznaczne określenie ich rodowodu.
Starsi badacze, opierając się na podaniach Stryjkowskiego, Gwagnina, Paprockiego utrzymywali że Ostrogscy wywodzą się od książąt halicko-włodzimierskich. W połowie XIX wieku Mychajło Maksymowycz wysunął hipotezę, że Ostrogscy pochodzą od Rurykowiczów turowsko-pińskich. W. Rulikowski i Zygmunt Luba Radzimiński ją zakwestionowali i z kolei wywiedli pochodzenie rodu od którejś z bocznych gałęzi Rurykowiczów przybyłych wraz z Rurykiem na Ruś. 
W wieku XX Józef Puzyna, Stefan Kuczyński starali się dowieść pochodzenia rodu od Giedyminowiczów. Inny badacz – Julian Bartoszewicz – wywodził Ostrogskich od zwykłych bojarów wołyńskich (tej hipotezie przeczy jednak fakt, że kniaziowskie pochodzenie Ostrogskich wyraźnie zaznaczone jest już na dokumentach pochodzących z XIV wieku). 
Wybitni historycy zajmujący się dziejami Ukrainy, tacy jak Mychajło Hruszewski, Aleksander Jabłonowski, Józef Wolff czy Oskar Halecki uważali jednak Ostrogskich za Rurykowiczów, wywodząc ich pochodzenie od książąt turowsko-pińskich, względnie halicko-włodzimierskich. Większość współczesnych historyków: polskich – Dariusz Dąbrowski, Jan Tęgowski, rosyjskich – Leonid Sobolew czy ukraińskich – Natalia Jakowenko jest zdania, że nie jest możliwe by Ostrogscy byli potomkami książąt halicko-włodzimierskich, ponieważ genealogia ostatnich jest bowiem dobrze znana, a legenda genealogiczna wiodąca ród Ostrogskich od księcia halickiego Daniela Romanowicza miała powstać dopiero w drugiej połowie XVI wieku. Takiego zdania jest też historyk współczesny, autor monografii „Dzieje rodu Ostrogskich” Tomasz Kempa (przychyla się on bardziej do tezy o pochodzeniu Ostrogskich od książąt turowsko-pińskich lub według niego mogli oni być potomkami jeszcze jakiejś innej linii Rurykowiczów (bardzo rozrodzonych), którzy posiadali dobra w ziemi czernihowskiej, siewierskiej lub też Rurykowiczów z linii słonimsko-nowogródzkiej).

## Członkowie rodu
- Teodor Ostrogski(inne języki) (1360–1446), syn Daniela Ostrogskiego, uczestnik Bitwy pod Dąbrownem
- Fedko (Fryderyk) Ostrogski
- Konstanty Ostrogski (ok. 1460-1530) – hetman wielki litewski
- Ilia Ostrogski (1510-1539)
- Konstanty Wasyl Ostrogski (1526-1608) – wojewoda kijowski
- Janusz Ostrogski (1554-1620) – kasztelan krakowski, wojewoda wołyński
- Aleksander Ostrogski (1571-1603) – wojewoda wołyński
- Halszka z Ostroga

## Główne siedziby
- Ostróg
- Starokonstantynów
- Zamek w Dubnie

### Posiadłości na Wołyniu

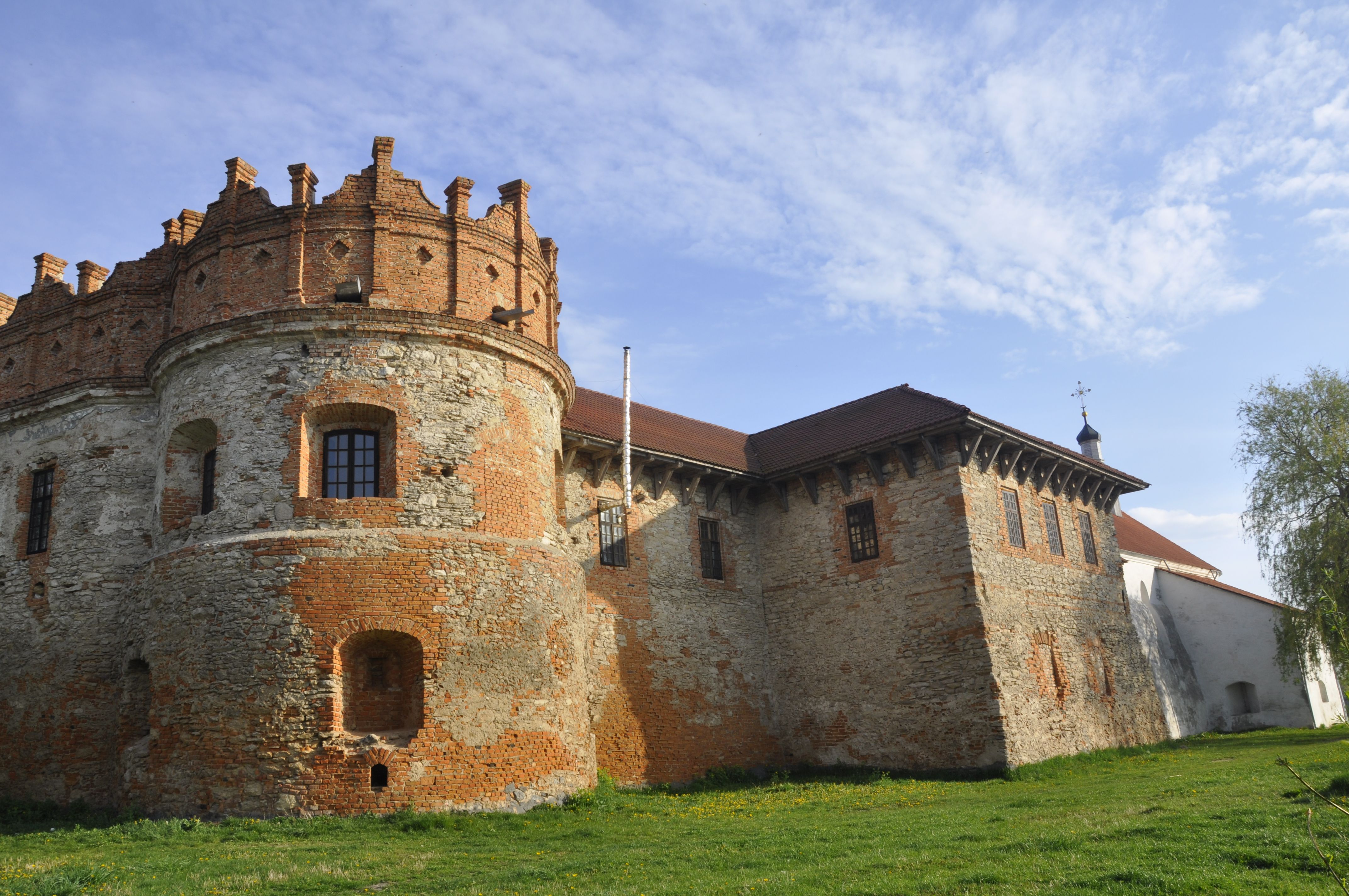
Zamek w Starokonstantynowie
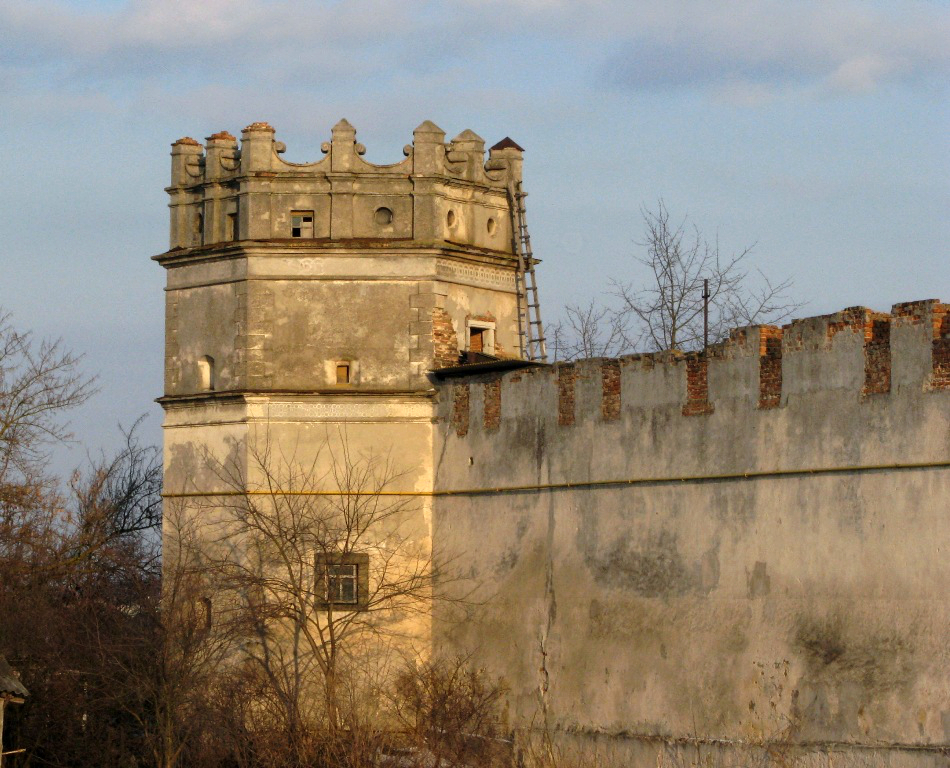
Zamek w Międzyrzeczu Ostrogskim
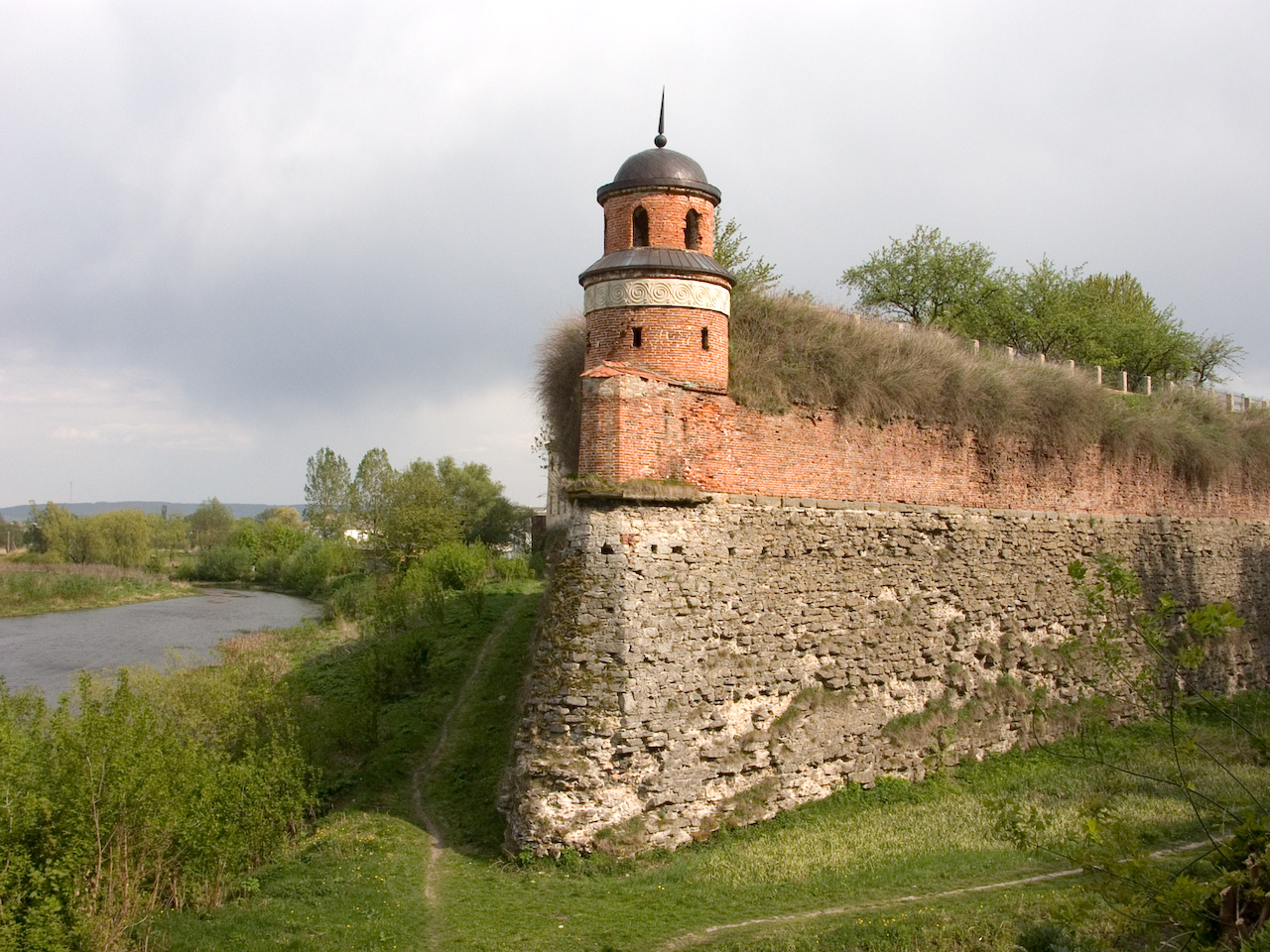
Zamek w Dubnie
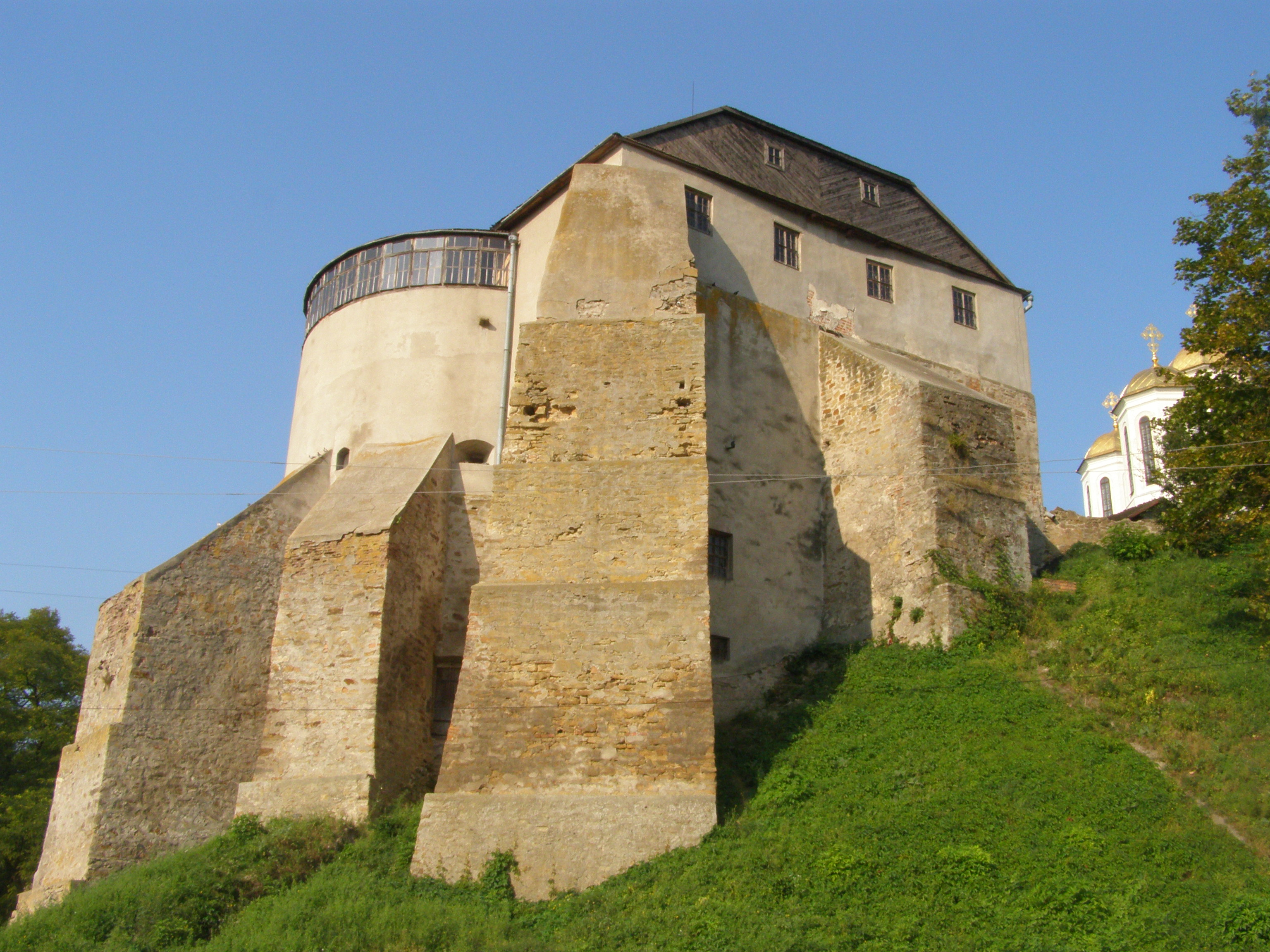
Zamek w Ostrogu
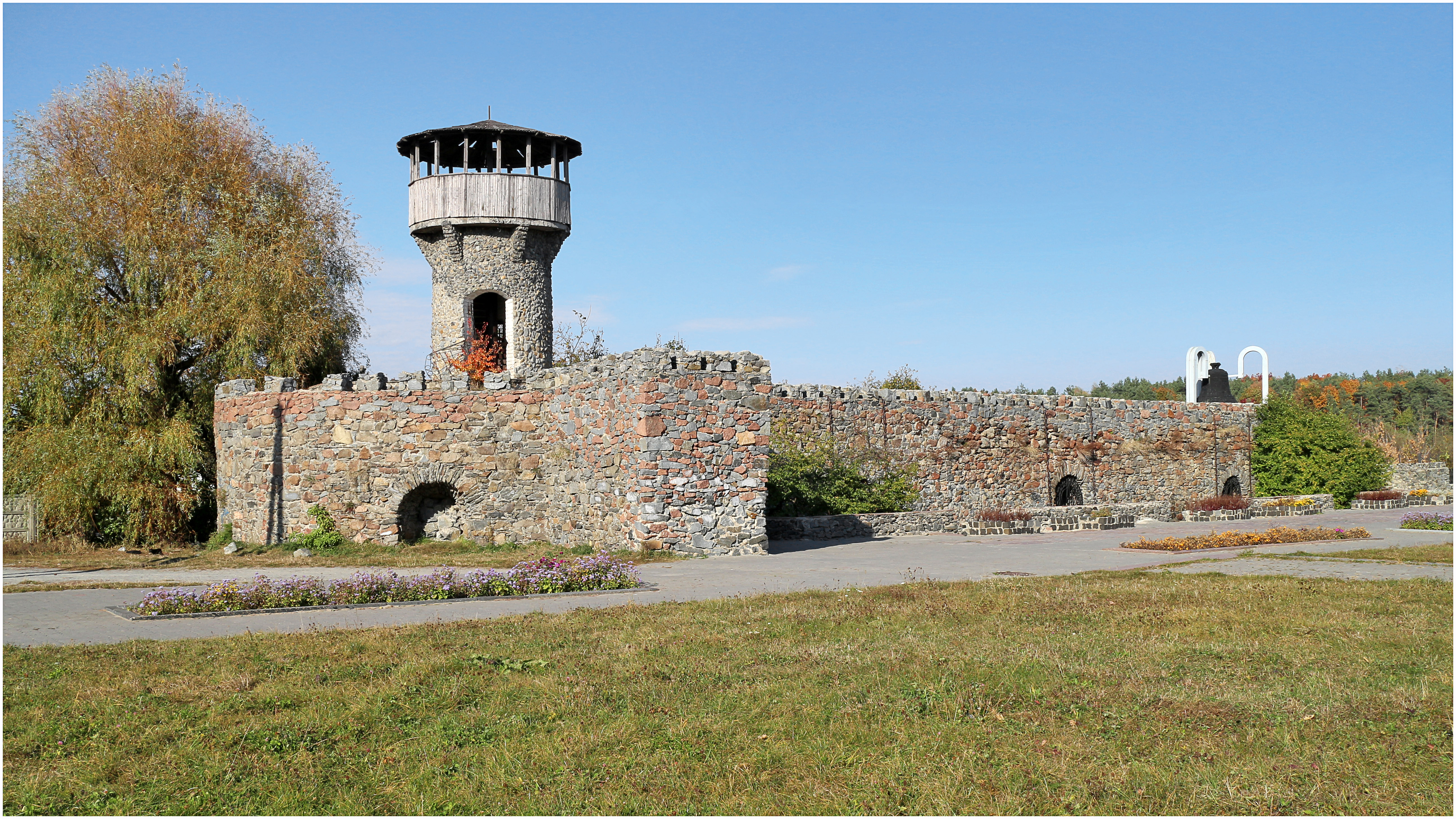
Pozostałości zamku w Zwiahelu
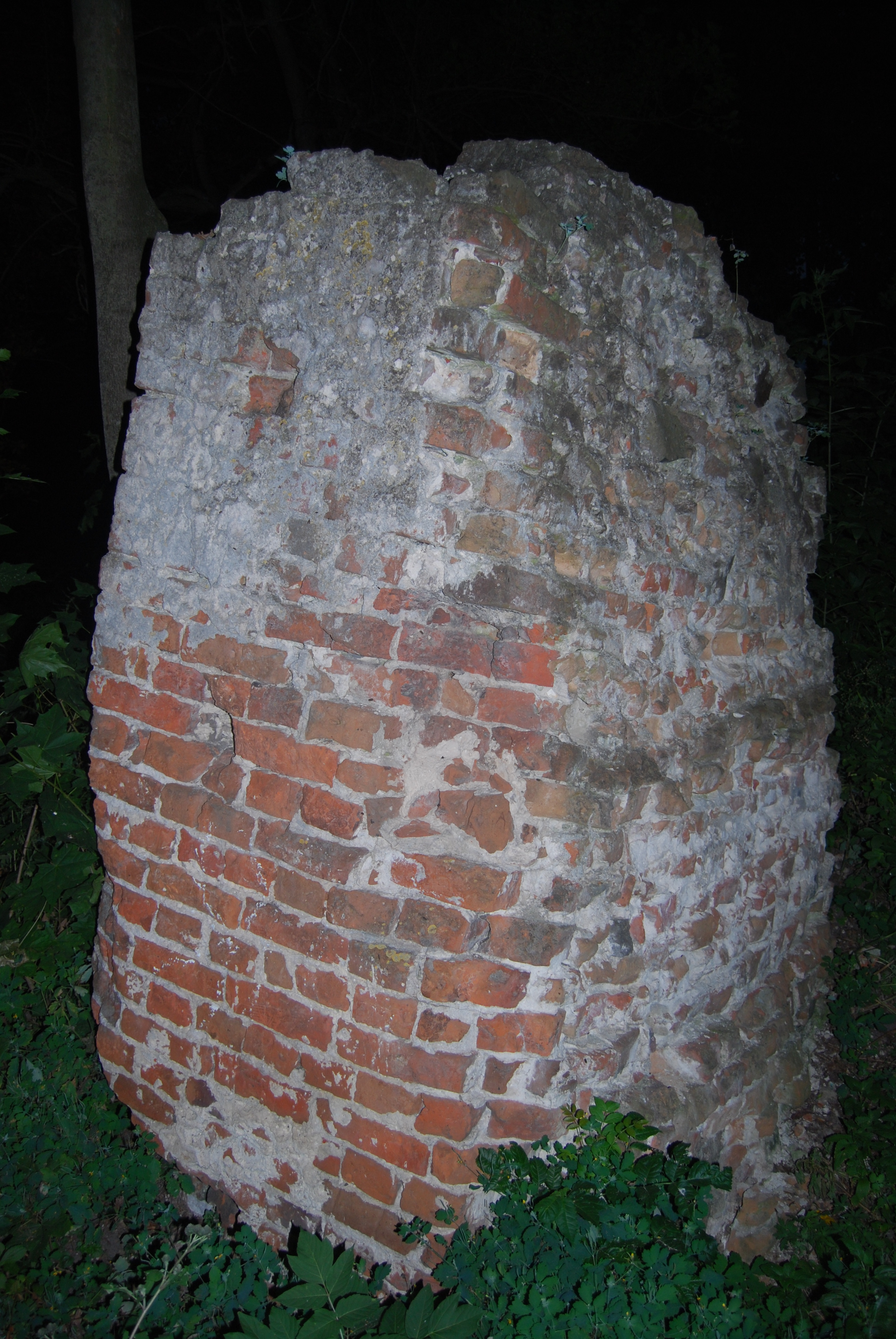
Pozostałości zamku w Stepaniu

### Posiadłości w innych regionach

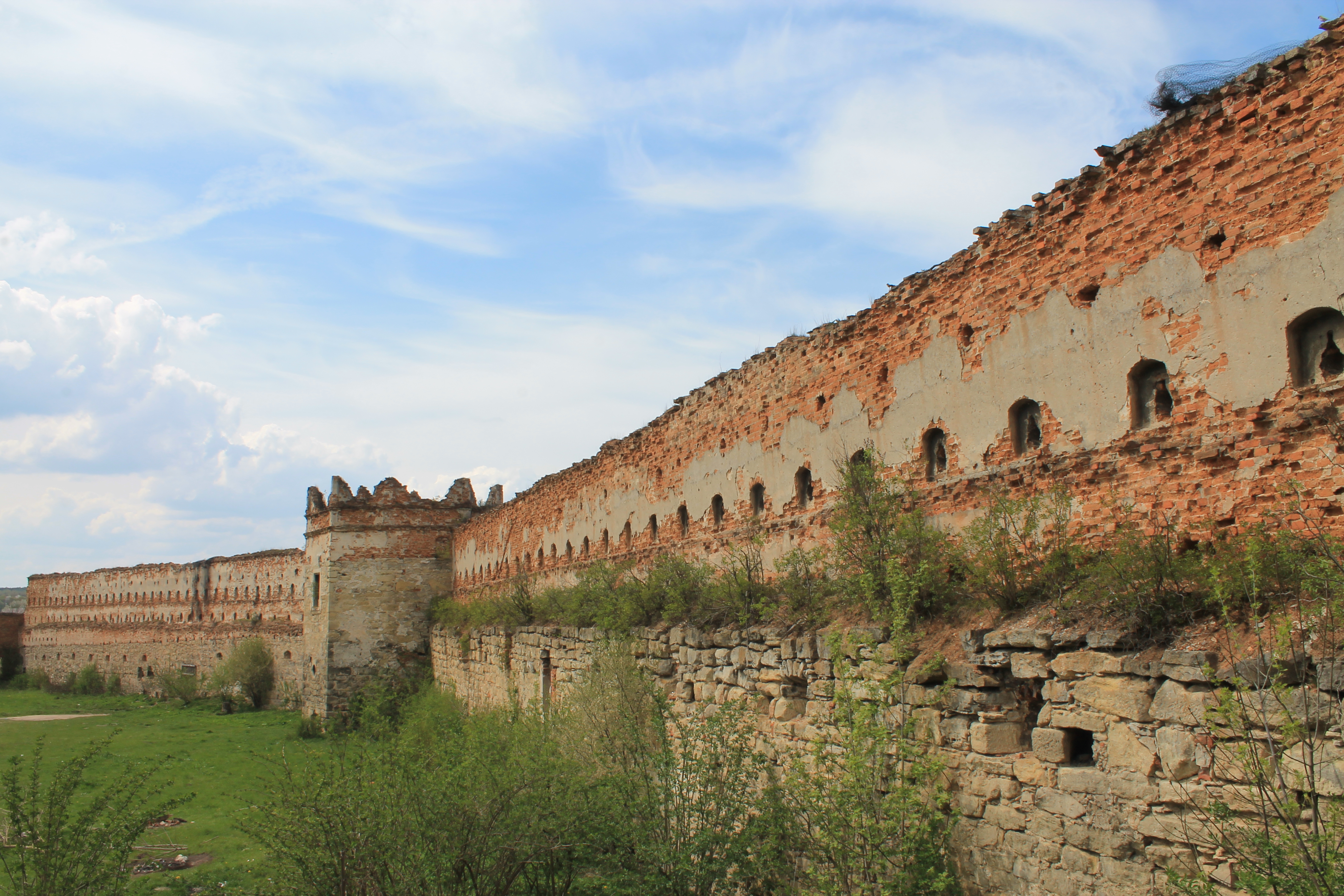
Zamek w Starym Siole
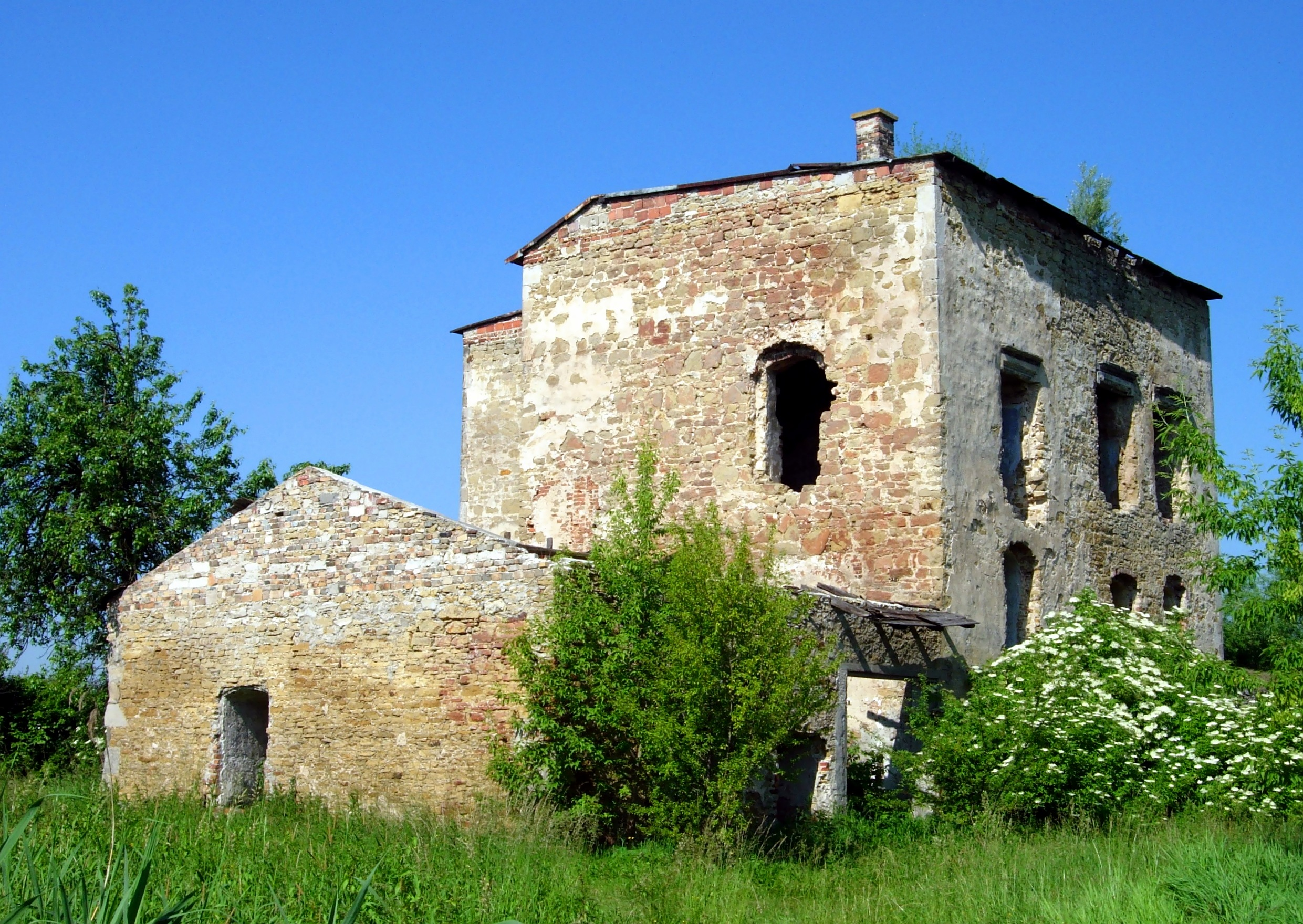
Pozostałości zamku w Ćmielowie